# Les Démons (film, 1973)
Pour les articles homonymes, voir Les Démons (homonymie).
Pour plus de détails, voir Fiche technique et Distribution.
Les Démons est un  film franco-portugais réalisé par Jesús Franco, sorti en 1973.

## Synopsis
Angleterre, au XVIIe siècle. Une vieille sorcière, brûlée sur le bûcher, lance un anathème sur ses bourreaux : le juge Jeffries, la sadique Lady de Winter et son amant Renfield. Avant de mourir, elle leur déclare que ses deux filles la vengeront.
Or, elle n'a aucune descendance officielle. Mais ils découvrent qu'elle a bien deux filles nonnes, issues d'une union illégitime et de père inconnu. Elles s'appellent Kathleen et Margaret et résident au couvent de Blackmoor. Lady de Winter s'y rend et découvre que Kathleen n'est plus vierge contrairement à sa sœur. Cette dernière raconte qu'elle a des pensées impures et qu'un envoyé du Diable la "visite" chaque nuit. Effrayée par la menace de la sorcière, de Winter la fait arrêter et lui fait passer le même test subit par sa mère, le « Jugement de Dieu ». Comme elle, Kathleen présente des marques sur la langue, ne saigne pas lorsqu'on lui enfonce des aiguilles dans le corps et l'eau s'évapore au contact de sa peau. Elle est aussitôt reconnue comme étant une servante du Diable et, de ce fait, condamnée à être brûlée vive.
Mais Lord de Winter libère Kathleen tandis que sa sœur Margaret, restée au couvent, est à son tour possédée par une force satanique. Leur vengeance démoniaque commence. 

## Fiche technique
- Titre : Les Démons
- Réalisation : Jesús Franco
- Scénario : Jesús Franco
- Producteur : Robert de Nesle, Victor de Costa
- Société de production : CFFP (Paris), Interfilme (Lisbon)
- Musique : Jean-Bernard Raiteux
- Photographie : Raúl Artigot
- Montage : Roberto Fandiño
- Décors : Carlos Viudes
- Pays d'origine :  France /  Portugal
- Langue : français
- Format : couleur - 2,35:1 - Mono - 35 mm
- Genre : Horreur, fantastique et érotique
- Durée : 114 minutes
- Dates de sortie : 
  - France : 18 janvier 1973
- Autres titres :
  - Portugal : Os demonios
  - Espagne : Los demonios
  - Royaume-Uni : The Demons
- Classification :
  - France : interdit aux moins de 16 ans[1]

## Distribution
- Anne Libert : Kathleen
- Britt Nichols : Margaret
- Doris Thomas : mère Rosalinda
- Karin Field : Lady De Winter
- Cihangir Gaffari : Lord Justice Jeffries
- Luis Barboo : Truro
- Howard Vernon : Lord Malcolm De Winter
- Alberto Dalbes : Thomas Renfield
- Andres Monales : Brian de Cassis

## Autour du film
- Bien qu'il s'agisse d'une coproduction franco-portugaise, le film fut tourné en espagnol.
- Sur les mêmes lieux de tournage, Jesús Franco a également tourné Les Vierges et l'amour, Christina, princesse de l'érotisme (1971), La Fille de Dracula, Les Expériences érotiques de Frankenstein (1972), Lettres d'amour d'une nonne portugaise (1977), Aberraciones sexuales de una mujer casada (1981).